# Fahrdorf
Fahrdorf (in danese Fartorp, Farup) è un comune di 2 579 abitanti dello Schleswig-Holstein, in Germania.
Appartiene al circondario (Kreis) di Schleswig-Flensburgo (targa SL) ed è parte della comunità amministrativa (Amt) di Haddeby.